# Orodesma obliqua
Orodesma obliqua là một loài bướm đêm trong họ Erebidae.